# Lavalette (Aude)
Lavalette is een gemeente in het Franse departement Aude (regio Occitanie). De plaats maakt deel uit van het arrondissement Carcassonne. Lavalette telde op 1 januari 2022 1.572 inwoners.

## Geografie
De oppervlakte van Lavalette bedroeg op 1 januari 2022 6,55 vierkante kilometer; de bevolkingsdichtheid was toen 240 inwoners per km².
De onderstaande kaart toont de ligging van Lavalette met de belangrijkste infrastructuur en aangrenzende gemeenten.

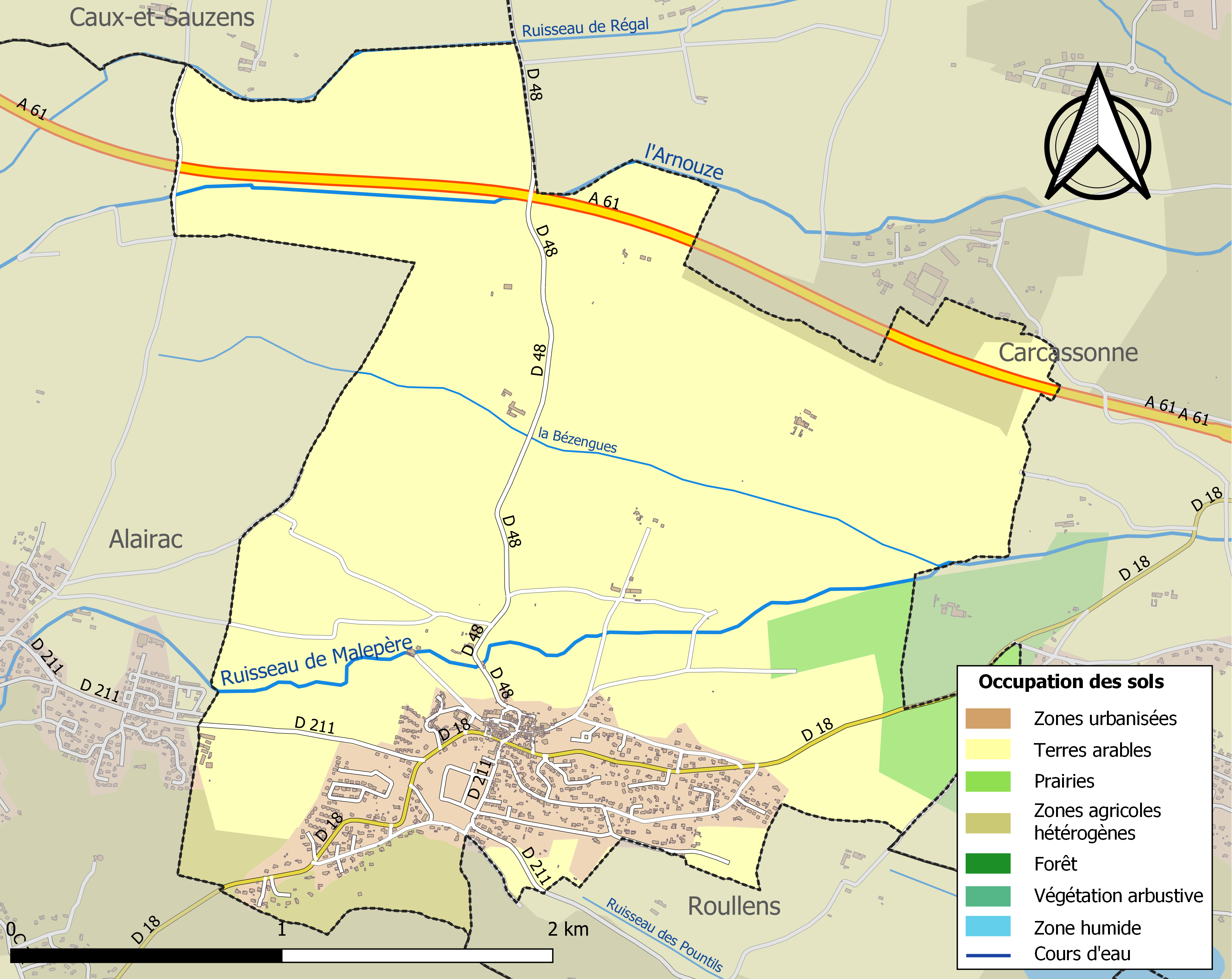

## Demografie
Onderstaande figuur toont het verloop van het inwonertal (bron: INSEE-tellingen).

Vanwege een beveiligingsprobleem met de MediaWiki Graph-software is het momenteel niet mogelijk deze grafiek weer te geven. Zodra de software is bijgewerkt zal de grafiek vanzelf weer zichtbaar worden.